# Béchir Tlili
Béchir Tlili (arabe : البشير التليلي), né le 21 septembre 1935 à Djerba et mort le 3 décembre 1986 à Tunis, est un historien et universitaire tunisien spécialiste de l'époque contemporaine.

## Biographie
Après des études primaires à Djerba et secondaires au lycée Carnot de Tunis, il poursuit des études de philosophie à la faculté des lettres de Paris et obtient une maîtrise de sociologie de l'université de Strasbourg. Par la suite, il soutient une thèse de doctorat d'histoire contemporaine à l'université Nice-Sophia-Antipolis sous la direction d'André Nouschi. 
Professeur à la faculté des sciences humaines et sociales de Tunis, il est chercheur au Centre de la Méditerranée moderne et contemporaine puis au Centre d'études et de recherches économiques et sociales. Il est également rédacteur en chef de la revue Les Cahiers de Tunisie entre 1972 et 1981.

## Principales publications
- Les Rapports culturels et idéologiques entre l'Orient et l'Occident en Tunisie au XIXe siècle, Tunis, Faculté des lettres et sciences humaines de Tunis, 1974, 735 p.[3]
- Études d'histoire sociale tunisienne du XIXe siècle, Tunis, Publications de l'université de Tunis, 1974, 323 p.[4]
- Crises et mutations dans le monde islamo-méditerranéen contemporain (1907-1918), Tunis, Faculté des lettres et sciences humaines de Tunis, 1978, 1030 p.
- Nationalismes, socialisme et syndicalisme dans le Maghreb des années 1919-1934, Tunis, Faculté des lettres et sciences humaines de Tunis, 1984, 760 p.[5]